# Moisés Ramírez
Moisés Ramírez, né le 9 septembre 2000 à Guayaquil en Équateur, est un footballeur international équatorien. Il évolue au poste de gardien de but à l'AE Kifisia (en).

## Biographie

### En club
Né à Guayaquil en Équateur, Moisés Ramírez est formé par l'Independiente del Valle. Il joue son premier match en professionnel le 10 juillet 2018, face au SD Aucas. Il est titularisé et son équipe s'incline par trois buts à un ce jour-là.
Le 30 janvier 2019, Ramírez est prêté en Espagne, à la Real Sociedad B.

### En sélection
Avec les moins de 20 ans, il participe au championnat sud-américain des moins de 20 ans en début d'année 2019. Lors de cette compétition, il joue les neuf matchs de son équipe en tant que titulaire. L'Équateur remporte le tournoi en enregistrant un total de six victoires. Il dispute ensuite quelques mois plus tard la Coupe du monde des moins de 20 ans organisée en Pologne. Lors du mondial junior, il joue sept matchs, tous comme titulaire. Les joueurs équatoriens se classent troisième du mondial.
Moisés Ramírez honore sa première sélection avec l'équipe nationale d'Équateur face à la Bolivie le 8 octobre 2021. Il est titularisé et son équipe s'impose par trois buts à zéro.
Le 14 novembre 2022, il est sélectionné par Gustavo Alfaro pour participer à la Coupe du monde 2022.

## Statistiques

### En sélection nationale
| Saison                | Sélection             | Phases finales        | Phases finales | Phases finales | Éliminatoires CDM | Éliminatoires CDM | Matchs amicaux | Matchs amicaux | Total | Total |
| Saison                | Sélection             | Compétition           | M              | B              | M                 | B                 | M              | B              | M     | B     |
| --------------------- | --------------------- | --------------------- | -------------- | -------------- | ----------------- | ----------------- | -------------- | -------------- | ----- | ----- |
| 2021-2022             | Équateur              | -                     | -              | -              | 2                 | 0                 | 0              | 0              | 2     | 0     |
| 2022-2023             | Équateur              | Coupe du monde 2022   | 0              | 0              | -                 | -                 | 2              | 0              | 2     | 0     |
| 2023-2024             | Équateur              | Copa América 2024     | 0              | 0              | 2                 | 0                 | 0              | 0              | 2     | 0     |
| 2024-2025             | Équateur              | -                     | -              | -              | 0                 | 0                 | -              | -              | 0     | 0     |
| Total sur la carrière | Total sur la carrière | Total sur la carrière | 0              | 0              | 4                 | 0                 | 2              | 0              | 6     | 0     |

## Palmarès

### En club
Independiente del Valle
- Championnat d'Équateur (1) :
  - Champion : 2021.
- Coupe d'Équateur (1) :
  - Vainqueur : 2022.
- Copa Sudamericana (1) :
  - Vainqueur : 2022.
- Recopa Sudamericana (1) :
  - Vainqueur : 2022.

### En sélection
Équateur -20 ans
- Championnat de la CONMEBOL des moins de 20 ans (1) :
  - Vainqueur : 2019.
- Coupe du monde des moins de 20 ans
  - Troisième : 2019